# Episodi di Gunsmoke (tredicesima stagione)
La tredicesima stagione della serie televisiva Gunsmoke è andata in onda negli Stati Uniti dall'11 settembre 1967 al 4 marzo 1968 sulla CBS.
| nº | Titolo originale             | Prima TV USA      | Titolo italiano | Prima TV Italia |
| -- | ---------------------------- | ----------------- | --------------- | --------------- |
| 1  | The Wreckers                 | 11 settembre 1967 |                 |                 |
| 2  | Cattle Barons                | 18 settembre 1967 |                 |                 |
| 3  | The Prodigal                 | 25 settembre 1967 |                 |                 |
| 4  | Vengeance (1)                | 2 ottobre 1967    |                 |                 |
| 5  | Vengeance (2)                | 9 ottobre 1967    |                 |                 |
| 6  | A Hat                        | 16 ottobre 1967   |                 |                 |
| 7  | Hard Luck Henry              | 23 ottobre 1967   |                 |                 |
| 8  | Major Glory                  | 30 ottobre 1967   |                 |                 |
| 9  | The Pillagers                | 6 novembre 1967   |                 |                 |
| 10 | Prairie Wolfer               | 13 novembre 1967  |                 |                 |
| 11 | Stranger in Town             | 20 novembre 1967  |                 |                 |
| 12 | Death Train                  | 27 novembre 1967  |                 |                 |
| 13 | Rope Fever                   | 4 dicembre 1967   |                 |                 |
| 14 | Wonder                       | 18 dicembre 1967  |                 |                 |
| 15 | Baker's Dozen                | 25 dicembre 1967  |                 |                 |
| 16 | The Victim                   | 1º gennaio 1968   |                 |                 |
| 17 | Deadman's Law                | 8 gennaio 1968    |                 |                 |
| 18 | Nowhere to Run               | 15 gennaio 1968   |                 |                 |
| 19 | Blood Money                  | 22 gennaio 1968   |                 |                 |
| 20 | Hill Girl                    | 29 gennaio 1968   |                 |                 |
| 21 | The Gunrunners (Buffalo Man) | 5 febbraio 1968   |                 |                 |
| 22 | The Jackals                  | 12 febbraio 1968  |                 |                 |
| 23 | The First People             | 19 febbraio 1968  |                 |                 |
| 24 | Mr. Sam'l                    | 26 febbraio 1968  |                 |                 |
| 25 | A Noose for Dobie Price      | 4 marzo 1968      |                 |                 |

## The Wreckers
- Prima televisiva: 11 settembre 1967
- Diretto da: Robert Totten
- Scritto da: Hal Sitowitz

### Trama
- Guest star: Warren Vanders (Reb), Charles Seel (Eli), Hank Wise (cittadino), Charles Wagenheim (Joshua Halligan), Edmund Hashim (Monk Wiley), James Almanzar (Indio), Trevor Bardette (Clete Walker), Jerry Brown (bandito con fucile), Lew Brown (Ben Paisley), Bobby Clark (addetto al ponteggio), Bob Duggan (uomo), Joe Haworth (cittadino), Rex Holman (Frankie), Ted Jordan (Nathan Burke), Glenn Strange (Sam Noonan), Charles Kuenstle (Luke Crocker), James Nusser (Louie Pheeters), Warren Oates (Tate Crocker), Gene Rutherford (Jud), Joe Yrigoyen (conducente della diligenza)

## Cattle Barons
- Prima televisiva: 18 settembre 1967
- Diretto da: Gunner Hellström
- Scritto da: Clyde Ware

### Trama
- Guest star: Robert Sampson (McKenny), James Nusser (Louie Pheeters), Charles Wagenheim (Joshua Halligan), Forrest Tucker (John Charron), Brad Johnson (Laskin), Lew Brown (Frank Holtz), Woody Chambliss (Woody Lathrop), Fred Coby (Tooley), Mike Howden (mandriano), Clyde Howdy (cowboy), Stephen Liss (ragazzo), John Milford (Blair Smith), Robert J. Wilke (Luke Cumberledge)

## The Prodigal
- Prima televisiva: 25 settembre 1967
- Diretto da: Bernard McEveety
- Scritto da: Calvin Clements Sr.

### Trama
- Guest star: Glenn Strange (Sam Noonan), James Nusser (Louie Pheeters), Kelly Thordsen (Regal), Charles Knox Robinson (Amos Cole), Lee Krieger (Eli), Lew Ayres (Jonathan Cole), Richard Evans (William Cole), Ted Gehring (Lemuel), Lamont Johnson (Stoner), Charles Wagenheim (Joshua Halligan)

## Vengeance (1)
- Prima televisiva: 2 ottobre 1967
- Diretto da: Richard C. Sarafian
- Scritto da: Calvin Clements Sr.

### Trama
- Guest star: James Stacy (Bob Johnson), Rudy Sooter (Rudy), Glenn Strange (Sam Noonan), Buck Taylor (Leonard Parker), James Anderson (Hiller), Royal Dano (Rory Luken), Kim Darby (Angel), Paul Fix (sceriffo Sloan), Victor French (Eben Luken), John Ireland (Parker), Ted Jordan (Nathan Burke), James Nusser (Louie Pheeters), Sandy Kevin (Floyd Binnes), Morgan Woodward (Zack Johnson)

## Vengeance (2)
- Prima televisiva: 9 ottobre 1967
- Diretto da: Richard C. Sarafian
- Scritto da: Calvin Clements Sr.

### Trama
- Guest star: John Ireland (Parker), Victor French (Eben Luken), Buck Taylor (Leonard Parker), James Stacy (Bob Johnson), James Anderson (Hiller), Royal Dano (Rory Luken), Kim Darby (Angel), Paul Fix (sceriffo Sloan), Morgan Woodward (Zack Johnson)

## A Hat
- Prima televisiva: 16 ottobre 1967
- Diretto da: Robert Totten
- Scritto da: Ron Bishop

### Trama
- Guest star: Robert Sorrells (Louieville), Tom Simcox (Jed Conniston / Ben Conniston), Shirley Wilson (moglie), Chill Wills (Red Conniston), Lee De Broux (Cowpuncher), Bill Erwin (cittadino), Gene Evans (Clint Sorils), Scott Hale (Clem), Don Happy (negoziante), Ted Jordan (Nathan Burke), Ed McCready (abitante del villaggio), Gene O'Donnell (cameriere), Glenn Strange (Sam Noonan), Hank Patterson (Hank Miller), H. M. Wynant (Martin Brewer)

## Hard Luck Henry
- Prima televisiva: 23 ottobre 1967
- Diretto da: John Rich
- Scritto da: Warren Douglas

### Trama
- Guest star: Bobby Riha (Charlie Walsh), Mayf Nutter (Heathcliff Haggen), Glenn Strange (Sam Noonan), Jon Shank (Truly Dooley), Michael Fox (Jed Walsh), John Astin (Hard-Luck Henry Haggen), Royal Dano (Jefferson Dooley), Ken Drake (sceriffo), Bo Hopkins (Harper Haggen), Ted Jordan (Nathan Burke), Anthony James (Reb Dooley), Charles Kuenstle (Homer Haggen), Mary Lou Taylor (Martha Walsh)

## Major Glory
- Prima televisiva: 30 ottobre 1967
- Diretto da: Robert Totten
- Soggetto di: Richard Carr, Clyde Ware

### Trama
- Guest star: Russ Siler (guardia), Don Ross (Cobb), William Sumper (soldato), Chris Stephens (caporale of the Guard), Larry D. Mann (Lanny), Victor French (sergente Tim Spear), Robert F. Lyons (soldato Maxwell), Carroll O'Connor (maggiore Glenn Vanscoy), Link Wyler (soldato Doak)

## The Pillagers
- Prima televisiva: 6 novembre 1967
- Diretto da: Vincent McEveety
- Scritto da: Calvin Clements Sr.

### Trama
- Guest star: Paul Picerni (Ganns), Glenn Strange (Sam Noonan), Joe Schneider (Juan Manez), John Saxon (Pedro Manez), William Bramley (Turner), Harry Harvey (Eli), Allen Jaffe (Johns), Ted Jordan (Nathan Burke), Vito Scotti (Savrin)

## Prairie Wolfer
- Prima televisiva: 13 novembre 1967
- Diretto da: Robert Butler
- Scritto da: Calvin Clements Sr.

### Trama
- Guest star: Kelly Jean Peters (Adele), Charles McGraw (Dolen), Glenn Strange (Sam Noonan), Ted Jordan (Nathan Burke), Lou Antonio (Rich), Matt Emery (Trail Boss), I. Stanford Jolley (nonno), Jon Voight (Cory)

## Stranger in Town
- Prima televisiva: 20 novembre 1967
- Diretto da: E. Darrell Hallenbeck
- Soggetto di: John Dunkel, Emily Mosher

### Trama
- Guest star: James Nusser (Louie Pheeters), Kerry MacLane (Spud), Jacqueline Scott (Anne Madison), Pernell Roberts (Dave Reeves), Eric Shea (Billy Madison), R. G. Armstrong (Carl C. Anderson), Jerry Catron (vittima), Billy Halop (barista), Henry Jones (Harvey Cagle), John Kowal (Shamrock Casey), Glenn Strange (Sam Noonan)

## Death Train
- Prima televisiva: 27 novembre 1967
- Diretto da: Gunner Hellström
- Scritto da: Ken Trevey

### Trama
- Guest star: Sam Melville (Zack Hodges), Zalman King (Willie Groom), Morgan Woodward (Harl Townsend), Mort Mills (Jack Maple), Norman Alden (Purlie Loftus), Ed Bakey (reverendo Bright), Trevor Bardette (conducente), Dana Wynter (Isabel Townsend)

## Rope Fever
- Prima televisiva: 4 dicembre 1967
- Diretto da: David Alexander
- Scritto da: Chris Rellas

### Trama
- Guest star: Anna Lee (Amy Bassett), Sam Gilman (Bates), Hank Patterson (Hank Miller), Ken Mayer (Shad), George Murdock (vice Bret Gruber), Hal Baylor (Luke Summers), Ralph Bellamy (sceriffo Dan Bassett), Dennis Cross (Zeb Butler), Gertrude Flynn (cittadina), Ted Gehring (Keno), Glenn Strange (Sam Noonan)

## Wonder
- Prima televisiva: 18 dicembre 1967
- Diretto da: Irving J. Moore
- Soggetto di: William Blinn, Mary Worrell

### Trama
- Guest star: Richard Mulligan (Jud Pryor), Tony Davis (Wonder), Fay Spain (Willy), Jackie Russell (Annie Franklin), Norman Alden (Deke Franklin), Warren Berlinger (Ed Franklin), Ken Swofford (Bo Warrick)

## Baker's Dozen
- Prima televisiva: 25 dicembre 1967
- Diretto da: Irving J. Moore
- Scritto da: Charles Joseph Stone

### Trama
- Guest star: Denver Pyle (giudice Blent), James Nusser (Louie Pheeters), Keith Schultz (Timothy Roniger), Peggy Rea (Mrs. Roniger), Harry Carey, Jr. (Will Roniger), Phyllis Coghlan (signora anziana), Dana Dillaway (Mary Roniger), Sam Greene (Robber), Gary Grimes (Bede Roniger), Mitzi Hoag (Clara Remick), Harry Lauter (Henry Rucker), Ted Jordan (Nathan Burke), Tyler MacDuff (ufficiale pubblico), Ed McCready (Fred Remick), Billy Murphy (Monk, conducente della diligenza), Charles Wagenheim (Joshua Halligan)

## The Victim
- Prima televisiva: 1º gennaio 1968
- Diretto da: Vincent McEveety
- Soggetto di: Hal Sitowitz

### Trama
- Guest star: Tim O'Kelly (Billy Martin), John Kellogg (sceriffo Joe Wood), Gregg Palmer (vice Reed), Cliff Osmond (Bo Remick), Edmund Hashim (Brock), Willis Bouchey (Jim Stark), Beverly Garland (Lee Stark), James Gregory (Wes Martin), Kevin Hagen (giudice Josh Pike), Roy Jenson (Crow), Warren Vanders (Lefty)

## Deadman's Law
- Prima televisiva: 8 gennaio 1968
- Diretto da: John Rich
- Scritto da: Calvin Clements Sr.

### Trama
- Guest star: James Nusser (Louie Pheeters), Eddie Little Sky (indiano), Steve Raines (Trail Boss), Gregg Palmer (Fry), Ralph Manza (Marco), Baynes Barron (Newt), Robert Brubaker (Head Wrangler), Woody Chambliss (Woody Lathrop), Ted Jordan (Nathan Burke), Glenn Strange (Sam Noonan), Hank Patterson (Hank Miller), Craig Curtis (Sonny), John Dehner (Sam Wall), Jonathan G. Harper (Percy Crump), Gunner Hellström (Eriksson), Alex Sharp (ladro di bestiame)

## Nowhere to Run
- Prima televisiva: 15 gennaio 1968
- Diretto da: Vincent McEveety
- Soggetto di: Robert Totten

### Trama
- Guest star: Glenn Strange (Sam Noonan), Robert Random (prete), William Tannen (John Hirschbeck), Charles Wagenheim (Joshua Halligan), Mark Lenard (Ira Stonecipher), Tom Brown (Ed O'Connor), Michael Burns (Dale Stonecipher), Woody Chambliss (Woody Lathrop), Dan Ferrone (Honker), Harry Harvey (negoziante), Ted Jordan (Nathan Burke), James Nusser (Louie Pheeters), J. Robert Porter (Mark Stonecipher), Ilka Windish (Vera Stonecipher)

## Blood Money
- Prima televisiva: 22 gennaio 1968
- Diretto da: Robert Totten
- Scritto da: Hal Sitowitz

### Trama
- Guest star: Jonathan G. Harper (Percy Crump), Hank Brandt (Hank), Howard Culver (Howie Uzzell), Glenn Strange (Sam Noonan), Mills Watson (Brent), Nehemiah Persoff (Alex Skouras), Anthony Zerbe (Nick Skouras), Donna Baccala (Elenya Skouras), James Anderson (Jesse Hill), Michelle Breeze (ragazza nel saloon)
- Questo episodio non va confuso con un episodio omonimo della terza stagione.

## Hill Girl
- Prima televisiva: 29 gennaio 1968
- Diretto da: Robert Totten
- Scritto da: Calvin Clements Sr.

### Trama
- Guest star: Victor French (Roland Daniel), Glenn Strange (Sam Noonan), Anthony James (Elbert Moses), Dabbs Greer (Wilbur Jonas), Lane Bradbury (Merry Florene), Ted Jordan (Nathan Burke)

## The Gunrunners (Buffalo Man)
- Prima televisiva: 5 febbraio 1968
- Diretto da: Irving J. Moore
- Scritto da: Hal Sitowitz

### Trama
- Guest star: James Griffith (Wade Lester), Dan Ferrone (Tahrohon), Glenn Strange (Sam Noonan), John McLiam (Bender), Lane Bradford (Reese), X Brands (Singleton), Michael Constantine (Noah Meek), Jim Davis (Jubal Gray), Dick Peabody (Patch)

## The Jackals
- Prima televisiva: 12 febbraio 1968
- Diretto da: Alvin Ganzer
- Scritto da: Calvin Clements Sr.

### Trama
- Guest star: Paul Richards (Mel Deevers), David Renard (poliziotto), Michael Vandever (Poorly), Glenn Strange (Sam Noonan), Rico Alaniz (giovane padre), Tige Andrews (Santillo), Carmen Austin (messicana), Ellen Davalos (moglie), Joe De Santis (sceriffo Mark Handlin), Martin Garralaga (padre più anziano), Alex Montoya (Bandito), Jorge Moreno (Perino), Ruben Moreno (Bandito), Felice Orlandi (Emilio), Olga Velez (Juanita)

## The First People
- Prima televisiva: 19 febbraio 1968
- Diretto da: Robert Totten
- Scritto da: Calvin Clements Sr.

### Trama
- Guest star: Gene Evans (Thomas Evans), Bill Erwin (capitano), Eddie Little Sky (Indian poliziotto), Richard Hale (White Buffalo), James Almanzar (Mako), Todd Armstrong (John Eagle Wing), Jack Elam (William Prange), Glenn Strange (Sam Noonan), James Lydon (Baines)

## Mr. Sam'l
- Prima televisiva: 26 febbraio 1968
- Diretto da: Gunner Hellström
- Scritto da: Harry Kronman

### Trama
- Guest star: James Nusser (Louie Pheeters), Ted Jordan (Nathan Burke), Peter Mark Richman (Norm Trailer), Larry Pennell (Ben Akins), Ed Begley (Mr. Sam'l), Tom Brown (Ed O'Connor), Woody Chambliss (Woody Lathrop), Duke Hobbie (Dave Akins), Sandra Smith (Marcie Bassett)

## A Noose for Dobie Price
- Prima televisiva: 4 marzo 1968
- Diretto da: Richard C. Sarafian
- Scritto da: Antony Ellis

### Trama
- Guest star: Glenn Strange (Sam Noonan), Ted Jordan (Nathan Burke), Hank Patterson (Hank Miller), Raymond Mayo (Harry Walden), Robert Donner (Gil Boylan), Sheldon Allman (Skeets Walden), E. J. Andre (Joe Katcher), Owen Bush (Jackson Narramore), Shug Fisher (Dobie Price), Michael Greene (Corny Tate), Bob Herron (Jabez), Rose Hobart (Melanie Katcher), John Hudkins (Mick Smith), Chill Wills (Elihu Gorman)